# 마쓰키 슌노스케
마쓰키 슌노스케(일본어: 松木 駿之介, 1996년 10월 24일~)는 일본의 축구 선수이다.

## 구단 경력
그는 2019년 J2리그의 파지아노 오카야마에 입단했다. 2021년부터 2023년까지 일본 풋볼 리그의 스즈카 포인트 게터스와 베르스파 오이타에서 뛰었다. 2024년 J3리그의 가이나레 돗토리로 이적했다. 2025년 J2리그의 후지에다 MYFC로 이적했다.